# Yōichirō Nambu

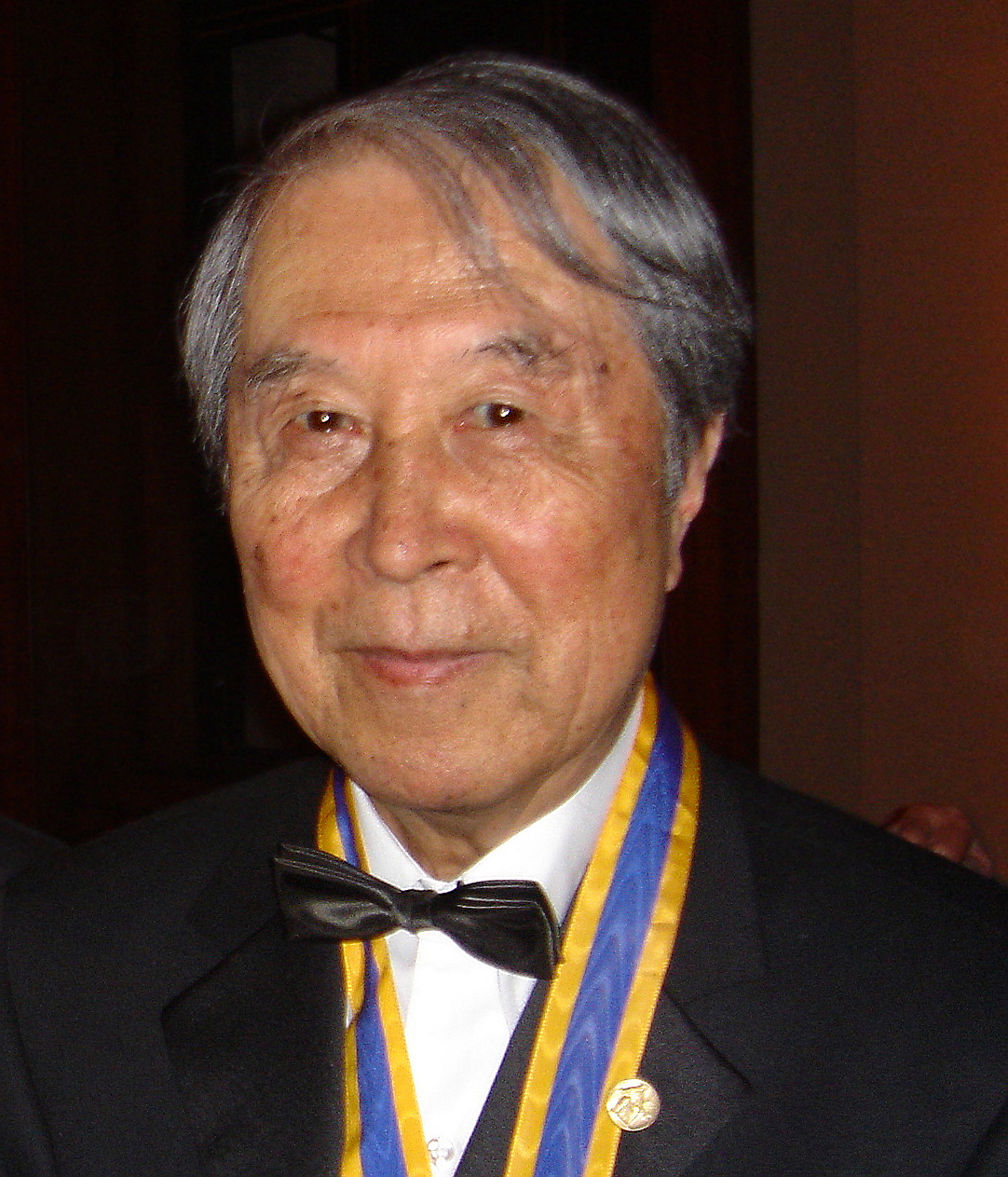
Yōichirō Nambu, 2005

Yōichirō Nambu (japanisch 南部 陽一郎, Nambu Yōichirō; * 18. Januar 1921 in Tokio, Tokio; † 5. Juli 2015 in Osaka) war ein japanisch-US-amerikanischer Physiker. Am 7. Oktober 2008 wurde ihm der Nobelpreis für Physik zuerkannt.

## Leben
Nambu studierte an der Universität Tokio und promovierte dort 1952. Er war Professor der Physik an der Städtischen Universität Osaka und danach am Enrico-Fermi-Institut an der University of Chicago.
Er wurde 1965 durch das sogenannte Han-Nambu-Modell bekannt, das die Farbladung als zusätzliche Quark-Eigenschaft definierte (mit Moo-Young Han, unabhängig tat dies auch O. W. Greenberg). Er ist auch bekannt für das quantenfeldtheoretische Nambu-Jona-Lasinio-Modell (mit Giovanni Jona-Lasinio), das dynamischen Bruch der chiralen Symmetrie zeigt und der BCS-Theorie der Supraleitung nachempfunden ist (auch später arbeitete er an solchen Modellen, um die Massenerzeugung von Fermionen zu beschreiben), und für frühe Arbeiten zum spontanen Symmetriebruch (manchmal wird das Goldstone-Boson auch Nambu-Goldstone-Boson genannt) (1961).
Mit der Feststellung (um 1970), dass das Duale Resonanzmodell der starken Wechselwirkung durch ein quantenmechanisches Modell von Strings erklärt werden kann, gilt er als einer der Väter der Stringtheorie. In der Stringtheorie ist auch die Nambu-Goto-Wirkung eines bosonischen Strings nach ihm benannt. Ende der 1970er Jahre beschäftigte er sich auch mit String- und topologischen Anregungen in der Quantenchromodynamik, um eine Erklärung des Confinement-Verhaltens zu finden. Viele weitere originelle Ideen in der Elementarteilchenphysik stammen von ihm.
Zusammen mit Makoto Kobayashi und Toshihide Masukawa wurde ihm „für die Entdeckung des Mechanismus der spontanen Symmetriebrechung in der Elementarteilchenphysik“ am 7. Oktober 2008 der Nobelpreis für Physik zuerkannt. Da er selbst aus gesundheitlichen Gründen an der Verleihung in Stockholm nicht teilnehmen konnte, erhielt er seine Medaille und sein Nobel-Diplom am 10. Dezember 2008 während einer Feier am Fermi-Institut durch den Schwedischen Botschafter Jonas Hafström. Sein Nobelpreisvortrag wurde vom italienischen Physiker Giovanni Jona-Lasinio gehalten.

## Auszeichnungen
- 1970: Dannie-Heineman-Preis für mathematische Physik
- 1973: Mitglied der American Academy of Arts and Sciences
- 1973: Mitglied der National Academy of Sciences
- 1976: J. Robert Oppenheimer Memorial Prize
- 1978: Kulturorden (Japan)
- 1982: National Medal of Science
- 1985: Max-Planck-Medaille
- 1986: Dirac-Medaille (ICTP)
- 1994: Sakurai-Preis
- 1994/5: Wolf-Preis
- 2005: Oskar-Klein-Medaille
- 2005: Benjamin Franklin Medal
- 2007: Pomerantschuk-Preis
- 2008: Nobelpreis für Physik

## Schriften
- Broken symmetry. Selected papers. World Scientific 1995 (Eguchi, Nishijima Hrsg.)
- mit Giovanni Jona-Lasinio: A dynamical model of elementary particles based on an analogy with superconductivity. Teil 1, In: Physical Review. Band 122, 1961, S. 345, Teil 2 in Band 124, 1961, S. 246
- mit M. Y. Han: A three triplet model with double SU(3) symmetry. In: Physical Review. Band 130, 1965, S. B 1006
- QCD and the string model. In: Physics Letters. Band B 80, 1979, S. 372
- BCS mechanism, quasi supersymmetry and fermion masses. In: Ajduk (Hrsg.): New theories in physics. Warschau 1988
- Fermion-Boson relations in BCS-type theories. In: Physica. Band D 15, 1985, S. 173
- Symmetry breakdown and small mass bosons. In: Fields and Quanta. Band 1, 1970, S. 33 (Geschichte Higgs-Mechanismus)